# Левыкино
Левы́кино — деревня в Смоленской области России, в Глинковском районе. По состоянию на 2007 год постоянного населения не имеет. Расположена в центральной части области в 4 км к северо-западу от села Глинка, в 17 км севернее автодороги Р96 Новоалександровский(А101) — Спас-Деменск — Ельня — Починок. В 4 км юго-западнее деревни железнодорожная станция Клоково на линии Смоленск — Сухиничи. Входит в состав Доброминского сельского поселения.

## История
В годы Великой Отечественной войны деревня была оккупирована гитлеровскими войсками в июле 1941 года, освобождена в ходе Ельнинско-Дорогобужской операции в 1943 году.

## Достопримечательности
- Курганная группа (11 курганов) в 1,8 км к северу от деревни на берегу реки Сукромля.
- Древнее селище в 1 км к северу от деревни на берегу реки Сукромля.[2].